# カイオ・エンヒキ・オリヴェイラ・シウヴァ
カイオ・エンヒキ（Caio Henrique）ことカイオ・エンヒキ・オリヴェイラ・シウヴァ（ポルトガル語: Caio Henrique Oliveira Silva、1997年7月31日 - ）は、ブラジルのサッカー選手。ASモナコ所属。ポジションはディフェンダー。

## クラブ歴
サンパウロ州サントスに生まれサントスFCの下部組織に2008年、10歳で入団。2016年2月1日にアトレティコ・マドリードに移籍。2016-17シーズンにアトレティコ・マドリードBに昇格、プレシーズンはトップチームに帯同していた。2016年8月28日にテルセーラ・ディビシオンで選手初出場を記録した。2016年11月30日にコパ・デル・レイのCDグイフエロ戦で出場し、トップチーム初出場及びプロ初出場となった。その後はトップチームでベンチ入りする事はあれど出場機会はなく、Bチームでプレーした。
2018年4月3日にカンピオナート・ブラジレイロ・セリエAのパラナ・クルーベに12月までの期限付き移籍で加入する事となった。
2020年8月27日、ASモナコと5年契約を結んだ。

## 代表歴
U-20代表として2017 南米ユース選手権に出場した。
2023年9月8日、2026 FIFAワールドカップ・南米予選のボリビア代表戦でA代表初出場。